# Sanrio
Sanrio Co., Ltd. (株式会社サンリオ Kabushikigaisha Sanrio) là một công ty Nhật Bản chuyên thiết kế, giấy phép và sản xuất các sản phẩm tập trung vào kawaii (dễ thương) phân đoạn của văn hóa đại chúng Nhật Bản. Các sản phẩm của họ bao gồm văn phòng phẩm, đồ dùng học tập, phụ kiện và quà tặng được bán trên toàn thế giới và tại các cửa hàng bán lẻ thương hiệu đặc biệt tại Nhật Bản.
Nhân vật nổi tiếng nhất của Sanrio là Hello Kitty, một cô bé hình người nhỏ bé, một trong những thương hiệu tiếp thị thành công nhất trên thế giới.
Bên cạnh việc bán hàng hóa nhân vật, Sanrio tham gia sản xuất và xuất bản phim. Sanrio có giấy phép sản xuất đậu phộng ra thị trường Nhật Bản. Ngoài ra Sanrio còn sở hữu các nhân vật Mr.Men và little miss, đã mua bản quyền cho họ năm 2011. Chi nhánh hoạt hình của họ được gọi là Kokoro Company, Ltd ("Kokoro" là tiếng Nhật của "trái tim"), được biết đến với Actroid Android. Họ tham gia vào ngành công nghiệp thức ăn nhanh, điều hành nhượng quyền thương mại KFC tại Saitama.